# Динамо (хокейний клуб, Москва)
Хокейний клуб «Динамо» (Москва) — хокейний клуб з м. Москва, Росія. Заснований у 1946 році. Виступає у Континентальній хокейній лізі. 
Чемпіон СРСР/СНД (1947, 1954, 1990—1992), срібний призер (1950, 1951, 1959, 1960, 1962—1964, 1971, 1972, 1977—1980, 1985—1987), бронзовий призер (1948, 1949, 1952, 1953, 1955—1958, 1966—1969, 1974, 1976, 1981—1983, 1988). 
Чемпіон Росії (1993, 1995, 2000, 2005, 2012), срібний призер (1994, 1996, 1999). Володар Кубка СРСР (1953, 1972, 1976), Кубка МХЛ (1993, 1995, 1996), Кубка Росії (1996). Володар Кубка європейських чемпіонів (2006).
Домашні матчі проводить на ВТБ Льодовий палац (12100). Кольори клубу: синій і білий.

## Історія
Команду було засновано на наступний після закінчення німецько-радянської війни рік, 22 листопада 1946 року. Одразу ж динамівці почали виступи в чемпіонаті Радянського Союзу з хокею, і вже в першому сезоні зуміли виграти титул, випередивши ЦСКА та Спартак. Першу шайбу в історії чемпіонатів СРСР закинув граючий тренер команди Аркадій Чернишов. До того ж москвичам вдалося встановили неперевершений ніким рекорд чемпіонатів СРСР, перемігши ужгородський «Спартак» з рахунком 23:0. У тому сезоні за клуб виступали: воротарі — Михайло Степанов, Михайло Ухмилов, захисники — Борис Бочарніков, Василь Комаров, Олег Толмачов, Михайло Якушин; нападники — Всеволод Блінков, Микола Медведєв, Микола Поставнін, Сергій Соловйов, Василь Трофімов і Аркадій Чернишов.
Через шість років команда перемагає у фіналі кубка СРСР ЦБРА з рахунком 3:2. У тому турнірі за «Динамо» грали: воротарі — Карл Ліїв, Лев Яшин; захисники — Микола Алексушин, Віталій Костарєв, Анатолій Молотков, Олег Толмачов; нападники — Всеволод Блінков, Анатолій Єгоров, Віктор Ішин, Віктор Климович, Юрій Крилов, Юрій Лебедєв, Олександр Солдатенков та Василь Трофімов.
Наступного сезону, у чемпіонаті, здобуто 15 перемог та лише одна поразка, від ЦБРА (3:6). «Динамо» набирає на три очки більше ніж у  основних конкурентів та вдруге здобуває золоті нагороди національного чемпіонату. Склад чемпіонів 1954: воротарі — Карл Ліїв, Олександр Осмоловський, Микола Уланов; захисники — Микола Алексушин, Віталій Костарєв, Анатолій Молотков, Віктор Тихонов, Олег Толмачов; нападники — Анатолій Єгоров, Віктор Ішин, Віктор Климович, Юрій Крилов, Валентин Кузін, Борис Петелін, Олександр Солдатенков та Олександр Уваров.
У фіналі кубка 1972 здобуто перемогу над воскресенським «Хіміком» (3:0). Голи забили: Мотовилов, Мальцев та Чичурін. За «Динамо» виступали: воротар — Олександр Пашков; захисники — Михайло Алексєєнко, Віталій Давидов, Валерій Назаров, Володимир Орлов, Олександр Філіппов, Станіслав Щеголєв; нападники — Володимир Девятов, Євген Котлов, Олександр Мальцев, Анатолій Мотовилов, Юрій Репс, Ігор Самочернов, Анатолій Севідов, Михайло Титов, Юрій Чичурін та Володимир Юрзінов.
Динамо також є рекордсменом з кількості потраплянь до числа призерів першості (46). Це єдина команда в хокейній історії СРСР та Росії, що брала участь в усіх без винятку сезонах чемпіонату країни в найсильнішому дивізіоні.
Москвичі ніколи не змінювали назву і завжди залишались «Динамо».

### Об'єднання
30 квітня 2010 року стало відомо про об'єднання двох хокейних клубів, ХК «МВД» та МХК «Динамо», в нову структуру під назвою: Об'єднаний хокейний клуб «Динамо».
В сезоні 2010—2011 років ОХК «Динамо» планував брати участь не тільки в першості КХЛ, але й заявитися в змагання новоствореної ВХЛ та МХЛ.

## Досягнення
- Чемпіон СРСР/СНД (1947, 1954, 1990—1992), срібний призер (1950, 1951, 1959, 1960, 1962—1964, 1971, 1972, 1977—1980, 1985—1987), бронзовий призер (1948, 1949, 1952, 1953, 1955—1958, 1966—1969, 1974, 1976, 1981—1983, 1988).
- Чемпіон МХЛ (1993, 1995, срібний призер — 1994, 1996)
- Чемпіон Росії (2000, 2005)
- Володар Кубка Гагаріна (2012, 2013)
- Володар Кубка європейських чемпіонів (2006)
- Володар Кубка Шпенглера (1983, 2008)

## Тренери команди
Тренували команду:
- Аркадій Чернишов (1946—1974)
- Володимир Юрзінов (1974—1979, 1989—1992)
- Віталій Давидов (1979—1981)
- Володимир Кисельов (1981—1983)
- Ігор Тузік (1983—1984, 1993—1994)
- Юрій Моісеєв (1984—1989)
- Петро Воробйов (1992—1993)
- Володимир Голубович (1993—1997)
- Юрій Очнев (1997)
- Зінетула Білялетдінов (1997—2000, 2002—2004)
- Володимир Семенов (2000—2002)
- Володимир Крикунов (2004 — 6 грудня 2007)
- Владімір Вуйтек (21 грудня 2007 — 24 квітня 2009)
- Сергій Котов (24 квітня 2009 — 30 вересня 2009)
- Андрій Хомутов (16 жовтня 2009 — 24 березня 2010)

## Бомбардири
Сумарні показники закинутих шайб у чемпіонаті:
1. Олександр Мальцев — 329
2. Володимир Юрзінов — 239
3. Олександр Уваров — 203
4. Анатолій Мотовилов — 176
5. Станіслав Петухов[ru] — 171
6. Анатолій Семенов — 154
7. Валентин Чистов — 153
8. Валентин Кузін — 152
9. Юрій Крилов — 145
10. Петро Природін[ru] — 138